# The Lost Christmas Eve
The Lost Christmas Eve è il quarto album in studio del gruppo musicale statunitense Trans-Siberian Orchestra, pubblicato nel 2004. 
Si tratta del terzo disco di una trilogia natalizia comprendente anche Christmas Eve and Other Stories (1996) e The Christmas Attic (1998).

## Tracce
1. Faith Noel (Instrumental) – 4:32
2. The Lost Christmas Eve – 5:33
3. Christmas Dreams – 3:54
4. Wizards in Winter (Instrumental) – 3:06
5. Remember – 3:25
6. Anno Domine – 2:13
7. Christmas Concerto (Instrumental) – 0:42
8. Queen of the Winter Night – 3:11
9. Christmas Nights in Blue – 4:18
10. Christmas Jazz (Instrumental) – 2:16
11. Christmas Jam – 3:47
12. Siberian Sleigh Ride (Instrumental) – 3:08
13. What Is Christmas? – 2:51
14. For the Sake of Our Brother – 3:10
15. The Wisdom of Snow (Instrumental) – 2:00
16. Wish Liszt (Toy Shop Madness) (Instrumental) – 3:42
17. Back to a Reason (Part II) – 4:52
18. Christmas Bells, Carousels & Time (Instrumental) – 1:00
19. What Child Is This? – 6:00
20. O’ Come All Ye Faithful (Instrumental) – 1:30
21. Christmas Canon Rock – 4:57
22. Different Wings – 2:44
23. Midnight Clear (Instrumental) – 1:38